# Bisdom Dinajpur
Het bisdom Dinajpur (Latijn: Dioecesis Dinaipurensis) is een rooms-katholiek bisdom met als zetel Dinajpur, hoofdstad van het district Dinajpur, in Bangladesh. Het bisdom is suffragaan aan het aartsbisdom Dhaka. 

## Geschiedenis
Het bisdom werd opgericht op 25 mei 1927, uit delen van het bisdom Krishnagar, en was suffragaan aan het aartsbisdom Calcutta. Op 15 juli 1950 veranderde het van kerkprovincie en werd suffragaan aan het aartsbisdom Dhaka. 
Het verloor meermaals gebied bij de oprichting van de apostolische prefectuur Malda (1952), en de bisdommen Jalpaiguri (1952) en Rajshahi (1990). 

## Parochies
Het bisdom had in 2021 een oppervlakte van 16.330 km2 en telde 18.941.479 inwoners waarvan 0,3% rooms-katholiek was.

## Bisschoppen
- Santino Taveggia (18 juni 1927 - 2 juni 1928)
- Giovanni Battista Anselmo (7 februari 1929 - 16 oktober 1947)
- Giuseppe Obert (9 december 1948 - 5 september 1968)
- Michael Rozario (5 september 1968 - 17 december 1977)
- Theotonius Gomes (19 december 1978 - 23 februari 1996)
- Moses Montu Costa (5 juli 1996 - 6 april 2011)
- Sebastian Tudu (29 oktober 2011 - heden)